# کرشویتسا
کرشویتسا (به صربی: Krševica) یک منطقهٔ مسکونی در صربستان است که در ناحیه پچینیا واقع شده‌است. کرشویتسا ۴۸۶ نفر جمعیت دارد.